# Garī Bābākhān
Garī Bābākhān (persiska: گوری بابا خان, شهدا, Gūrī Bābā Khān, گری بابا خان, Shohadā, شهدای تنگ فنی) är en ort i Iran.   Den ligger i provinsen Lorestan, i den västra delen av landet, 500 km sydväst om huvudstaden Teheran. Garī Bābākhān ligger 561 meter över havet och antalet invånare är 249.
Terrängen runt Garī Bābākhān är kuperad åt nordost, men åt sydväst är den bergig. Runt Garī Bābākhān är det ganska glesbefolkat, med 28 invånare per kvadratkilometer. Närmaste större samhälle är Poldokhtar, 14,6 km norr om Garī Bābākhān. Omgivningarna runt Garī Bābākhān är i huvudsak ett öppet busklandskap.